# Źródło Miłości
Źródło Miłości, nazývané také Źródełko Miłości a česky Pramen lásky nebo Pramínek lásky, je krasový vodní pramen v údolí řeky Prądnik (povodí Visly) v Ojcowském národním parku v pohoří Wyżyna Olkuska (součást pohoří Wyżyna Krakowsko-Częstochowska) v Polsku. Nachází se u silnice pod známým vápencovým útvarem Krakovská brána (Brama Krakowska) a pod skalním útvarem Rękawica s jeskyní Jaskinia Ciemna v Ojcowě ve gmině Skała v okrese Krakov v Malopolském vojvodství.

## Další informace
Starší pramen vytékal na jiném místě a v meziválečném období byl využit na výrobu minerální vody a zásoboval také zaniklou elektrárnu. Název nového pramene, který se nachází v nadmořské výšce 308 m, vymysleli místní průvodci, kteří provázejí turisty po Ojcovském národním parku. Tůňka u pramene totiž připomíná tvar srdce. Průtok pramene je 0,7-2 l/s, teplota vody 9,2 °C, mineralizace 400 g/l a kyselost 7,3 pH. V prameni se vyskytuje korýš blešivec karpatský (Niphargus tatrensis) a rozsivky. Voda většinou není pitná. Zídka kolem pramene pochází z roku 1986. Pramen se nachází na turistických stezkách (např. Szlak Orlich Gniazd, Szlak Warowni Jurajskich aj.) a cyklotrasách. Místo je celoročně volně přístupné.

## Galerie

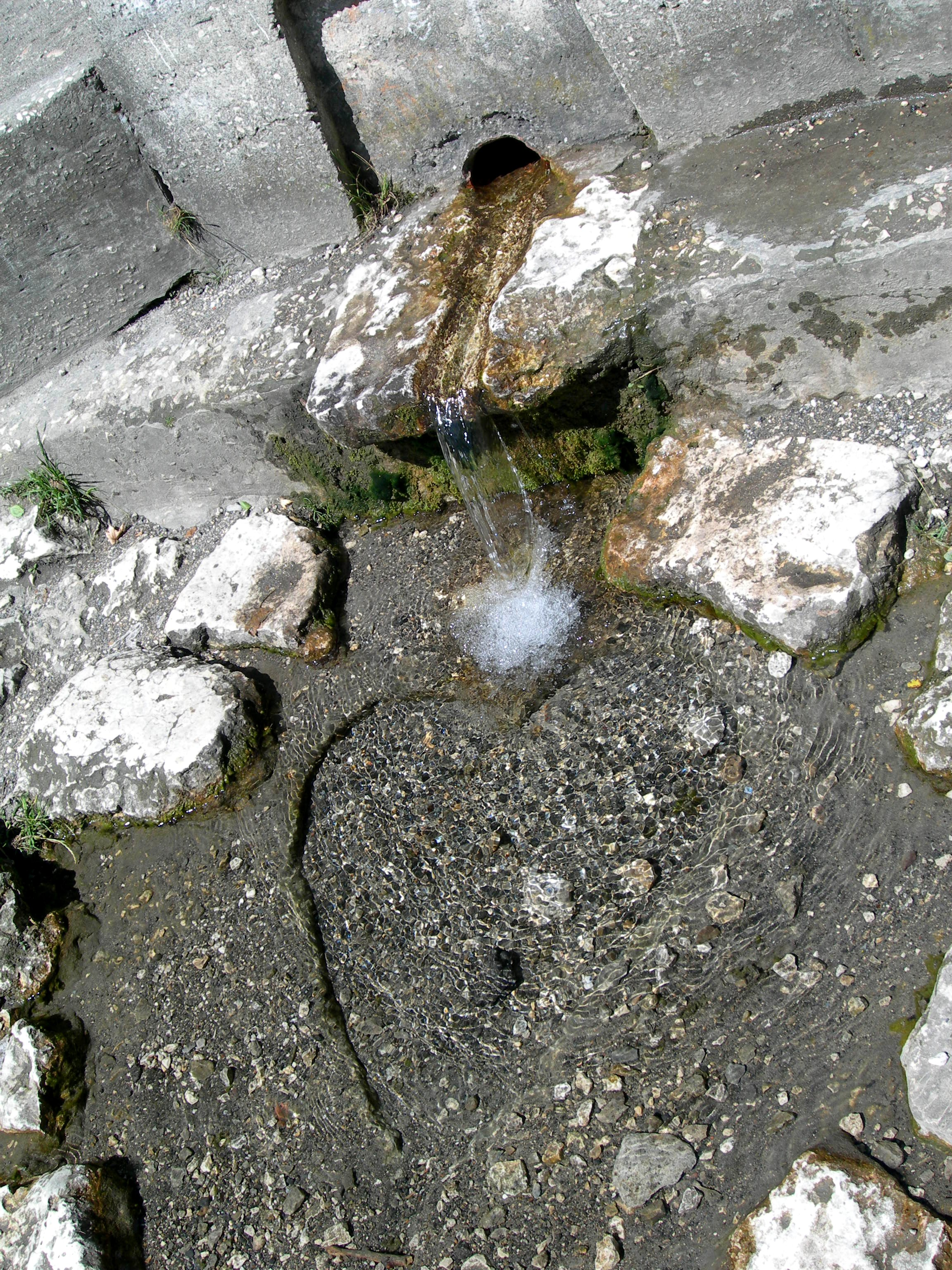
Detail výchozu pramene v roce 2021
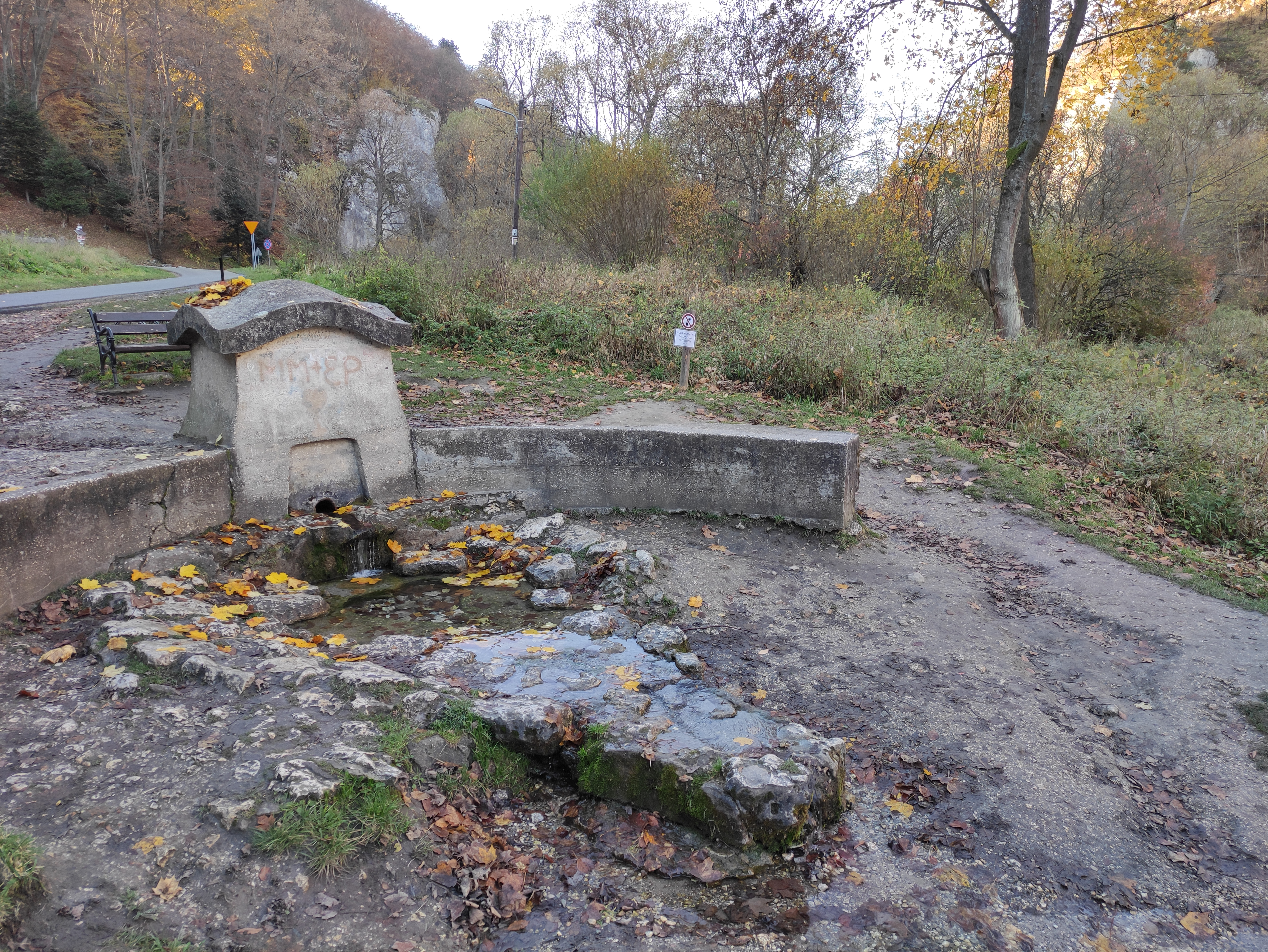
Technický stav v roce 2021
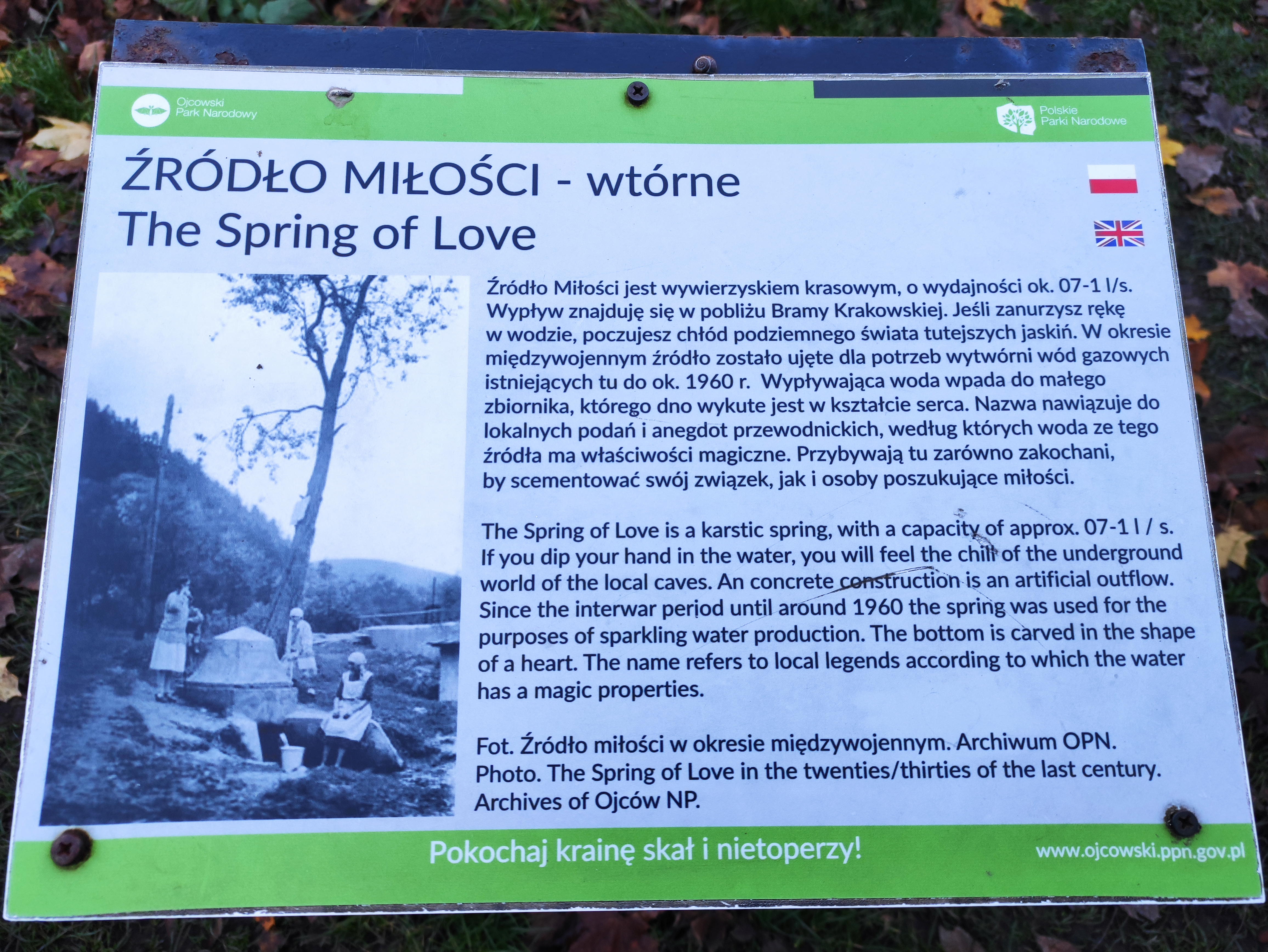
Informační panel u pramene
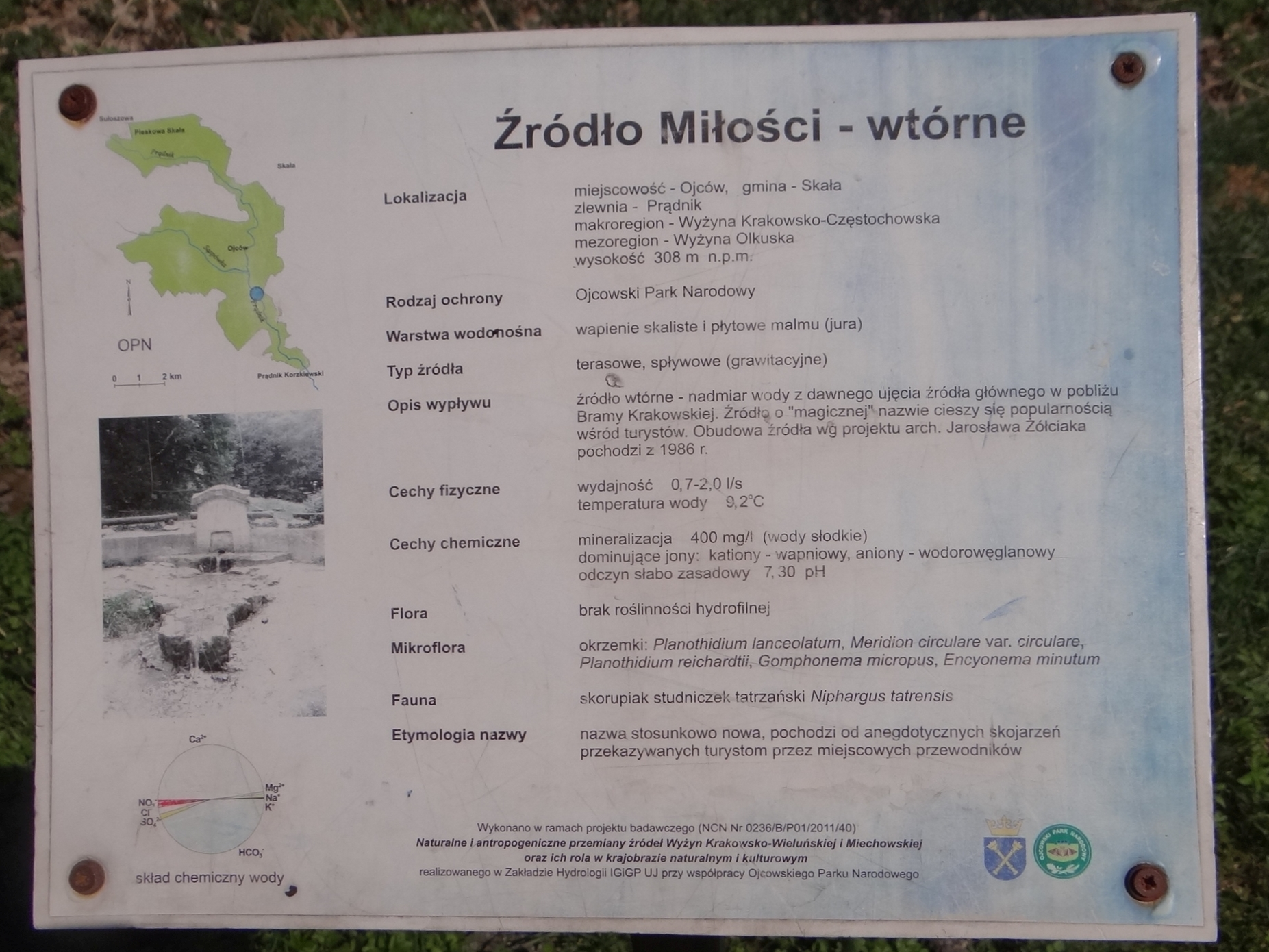
Informační panel u pramene